# Pauvres
Pauvres település Franciaországban, Ardennes megyében. Lakosainak száma 198 fő (2022. január 1.). Pauvres Coulommes-et-Marqueny, Dricourt, Ménil-Annelles, Mont-Saint-Remy, Saulces-Champenoises, Vaux-Champagne és Ville-sur-Retourne községekkel határos.

## Népesség
A település népességének változása:
| Lakosok száma | 212  | 201  | 196  | 170  | 187  | 188  | 188  | 188  | 195  | 198  |
|               | 1968 | 1982 | 1990 | 2006 | 2013 | 2015 | 2017 | 2019 | 2020 | 2022 |